# 基西林
50°51′44″N 24°48′56″E / 50.86222°N 24.81556°E
基西林（烏克蘭語：Кисилин），是烏克蘭的村落，位於該國西部沃倫州，由沃洛德米爾區負責管轄，始建於1451年，面積110平方公里，海拔高度205米，人口290，人口密度每平方公里3.01人。